# Arnold Knaub
Arnold Knaub (in kazako Арнольд Кнауб?; 16 gennaio 1995) è un giocatore di calcio a 5 kazako.

## Carriera

### Club
Cresciuto nel settore giovanile del Tulpar, debutta giovanissimo in prima squadra, disputando inoltre alcune partite di Coppa UEFA. Nel 2016 si trasferisce al Jetisý e quindi, nel 2020, all'Aqtöbe. Nell'ottobre del 2021 viene tesserato dalla formazione russa della Dinamo Samara.

### Nazionale
Il 22 gennaio 2016 debutta nella nazionale maschile di calcio a 5 del Kazakistan nel corso dell'amichevole vinta per 3-1 contro l'Uzbekistan. Lo stesso anno viene incluso nella lista dei convocati al campionato europeo, concluso dal Kazakistan al terzo posto, nonché alla Coppa del Mondo, nella quale i kazaki raggiungono gli ottavi di finale. Con la selezione cosacca partecipa anche alla successiva edizione della Coppa del Mondo,: il 27 settembre, in occasione del quarto di finale vinto per 3-2 contro l'Iran, raggiunge le 50 presenze in nazionale, mettendo inoltre a segno la sua dodicesima rete.